# Assemblée provinciale du Kwango
Bureau définitif
Kenge
L'Assemblée provinciale du Kwango est l'organe délibérant de la province du Kwango, située en République démocratique du Congo. Créée en conformité avec les dispositions de la constitution de 2006, elle exerce le pouvoir législatif provincial et veille à la bonne gouvernance de la province.

## Historique
L'Assemblée provinciale du Kwango a été instituée dans le cadre de la décentralisation administrative prévue par la Constitution congolaise. Sa création découle de la transformation du Kwango en province autonome, conformément à la réforme territoriale de 2015. Cette réforme visait à renforcer la gouvernance locale en rapprochant les institutions des citoyens.

### Siège
Le siège de l’Assemblée provinciale du Kwango se trouve à Kenge, la capitale provinciale. Le bâtiment abritant l’Assemblée est une structure emblématique, symbolisant l'autorité législative et le développement démocratique de la région.

## Corps et structure
L’assemblée provinciale est composée de députés élus lors des scrutins provinciaux organisés par la Commission électorale nationale indépendante (CENI).

### Membres
L’assemblée provinciale du Kwango compte 21 députés provinciaux, élus au suffrage universel direct. Ces membres représentent les cinq territoires de la province : Kenge, Kasongo-Lunda, Popokabaka, Feshi et Kahemba. Leur mandat est de cinq ans, renouvelable.

### Bureau de l’assemblée
Le bureau est l'organe exécutif de l’assemblée,. Il est composé des membres suivants :
- Président : Dirige les travaux et représente l’assemblée auprès des institutions provinciales et nationales[3].
- Vice-président : Assure l’intérim en l’absence du président et supervise certaines commissions.
- Rapporteur : Responsable de la rédaction des comptes rendus et des procès-verbaux.
- Questeur : Gère les finances et le patrimoine de l'assemblée.

### Commissions permanentes
L’assemblée provinciale du Kwango dispose de commissions permanentes pour assurer un travail législatif approfondi. Ces commissions incluent :
1. Commission économique et financière : Supervise les budgets et les questions fiscales[4].
2. Commission sociale et culturelle : Traite des questions de santé, d'éducation et de culture.
3. Commission juridique et administrative : Examine les projets de lois et les questions relatives à la gouvernance[5],[6].
4. Commission des infrastructures et de développement : Se concentre sur les projets d’aménagement et de modernisation.

## Rôles et missions
Les principales missions de l’assemblée provinciale du Kwango sont les suivantes :
- Législation : Élaboration, examen et adoption des édits provinciaux[7],[8]
- Contrôle de l’exécutif provincial : Suivi des actions du gouverneur et du gouvernement provincial[9],[10].
- Représentation des citoyens : Défense des intérêts des populations locales au sein des institutions.
- Approbation budgétaire : Validation des budgets et suivi de leur exécution.

## Défis et enjeux
L'assemblée provinciale du Kwango fait face à plusieurs défis majeurs :
- Manque de ressources financières : La dépendance envers le gouvernement central limite l’autonomie financière de la province[11].
- Infrastructures insuffisantes : Le manque d’équipements modernes entrave l’efficacité des travaux parlementaires.
- Renforcement des capacités : Les membres nécessitent davantage de formations pour améliorer leurs compétences législatives et de gouvernance.
- Relations avec l'exécutif : Des tensions récurrentes entre l’Assemblée et le gouverneur entravent parfois la collaboration.

L'assemblée provinciale du Kwango constitue un acteur clé dans le développement et la gouvernance de la province. Malgré des défis notables, elle joue un rôle essentiel dans la consolidation de la démocratie locale et l'amélioration des conditions de vie des citoyens.